# 48e cérémonie des Kansas City Film Critics Circle Awards
La 48e cérémonie des Kansas City Film Critics Circle Awards (KCFCC Awards), décernés par la Kansas City Film Critics Circle, a eu lieu le 16 décembre 2012, et a récompensé les films sortis cette année.

## Palmarès
- Meilleur film :
  - The Master

- Meilleur réalisateur (Robert Altman Award) :
  - Ang Lee pour L'Odyssée de Pi (Life of Pi)

- Meilleur acteur :
  - Daniel Day-Lewis pour le rôle d'Abraham Lincoln dans Lincoln

- Meilleure actrice :
  - Jennifer Lawrence pour le rôle de Tiffany dans Happiness Therapy (Silver Linings Playbook)

- Meilleur acteur dans un second rôle :
  - Philip Seymour Hoffman pour le rôle de Lancaster Dodd dans The Master

- Meilleure actrice dans un second rôle :
  - Anne Hathaway pour le rôle de Fantine dans Les Misérables

- Meilleur scénario original :
  - The Master – Paul Thomas Anderson

- Meilleur scénario adapté :
  - Argo – Chris Terrio

- Meilleur film en langue étrangère :
  - Amour  Autriche  France

- Meilleur film d'animation :
  - Frankenweenie

- Meilleur film documentaire :
  - The Imposter

- Meilleur film de science-fiction, d'horreur ou fantastique (Vince Koehler Award) :
  - La Cabane dans les bois (The Cabin in the Woods)